# Pezodrymadusa uvarovi
Pezodrymadusa uvarovi is een rechtvleugelig insect uit de familie sabelsprinkhanen (Tettigoniidae). De wetenschappelijke naam van deze soort is voor het eerst geldig gepubliceerd in 1961 door Karabag.